# Sokołów Podlaski
Sokołów Podlaski é um município da Polônia, na voivodia da Mazóvia e no condado de Sokołów. Estende-se por uma área de 17,5 km², com 18 940 habitantes, segundo os censos de 2019, com uma densidade de 1 082,3 hab/km².